# Galactia mollis
Galactia mollis är en ärtväxtart som beskrevs av André Michaux. Galactia mollis ingår i släktet Galactia och familjen ärtväxter.

## Underarter
Arten delas in i följande underarter:
- G. m. mollis
- G. m. nashii